# 米諾陶5號運載火箭
米诺陶5号运载火箭（英語：Minotaur V）又称人牛怪五号运载火箭、弥诺陶洛斯V火箭等，是美国的一款一次性使用运载系统。它是米诺陶4号火箭的派生型，由LGM-118A和平守護者飛彈发展而来，制造者为轨道科学公司。2013年9月7日，米诺陶5号火箭进行了处女航，为美國太空總署将月球大气与粉尘环境探测器送入太空。

## 设计
米诺陶5号運載火箭是一种五级火箭，可将630（1,390磅）的载荷送入地球同步转移轨道，或将437（963磅）的载荷送入月球转移轨道。它由一枚“米诺陶四号＋”火箭与一个Star-37第五级构成，有两种不同型号：一种有自旋稳定的Star-37FM做为第五级，另一种的第五级为具备三轴稳定能力的Star-37FMV。Star-37FMV的第五级更重，运载能力下降，不过更容易操控。

## 发射台
有3处发射基地可以发射米诺陶5号運載火箭：范登堡空军基地的8号发射台，中太平洋地区航天港的0B发射架，科迪亚克发射中心的1号发射架。截至2013年，所有发射任务都计划在中太平洋太空基地进行。

## 发射纪录
米诺陶5号運載火箭的首次发射在协调世界时2013年9月7日03:27进行，发射地点为中太平洋地区航天港的0B发射架，载荷为月球大气与粉尘环境探测器。月球大气与粉尘环境探测器和火箭分离后，火箭的第四级和第五级都已进入轨道，成为地球轨道上的废弃卫星。